# مقصدهای پروازی قطر ایرویز
مقصدهای پروازی قطر ایرویز به شرح زیر است:
|  | قطب               |
|  | فقط باربری        |
|  | مسافربری + باربری |
|  | مسیرهای آتی       |
|  | مسیرهای متوقف‌شده  |